# Economiser
Economiser (englisch für Vorwärmer/Sparanlage) ist ein Wärmeübertrager zur Wärmerückgewinnung durch Verwertung von Abwärme aus den unterschiedlichsten industriellen Verfahren. 

## Kesselanlagen

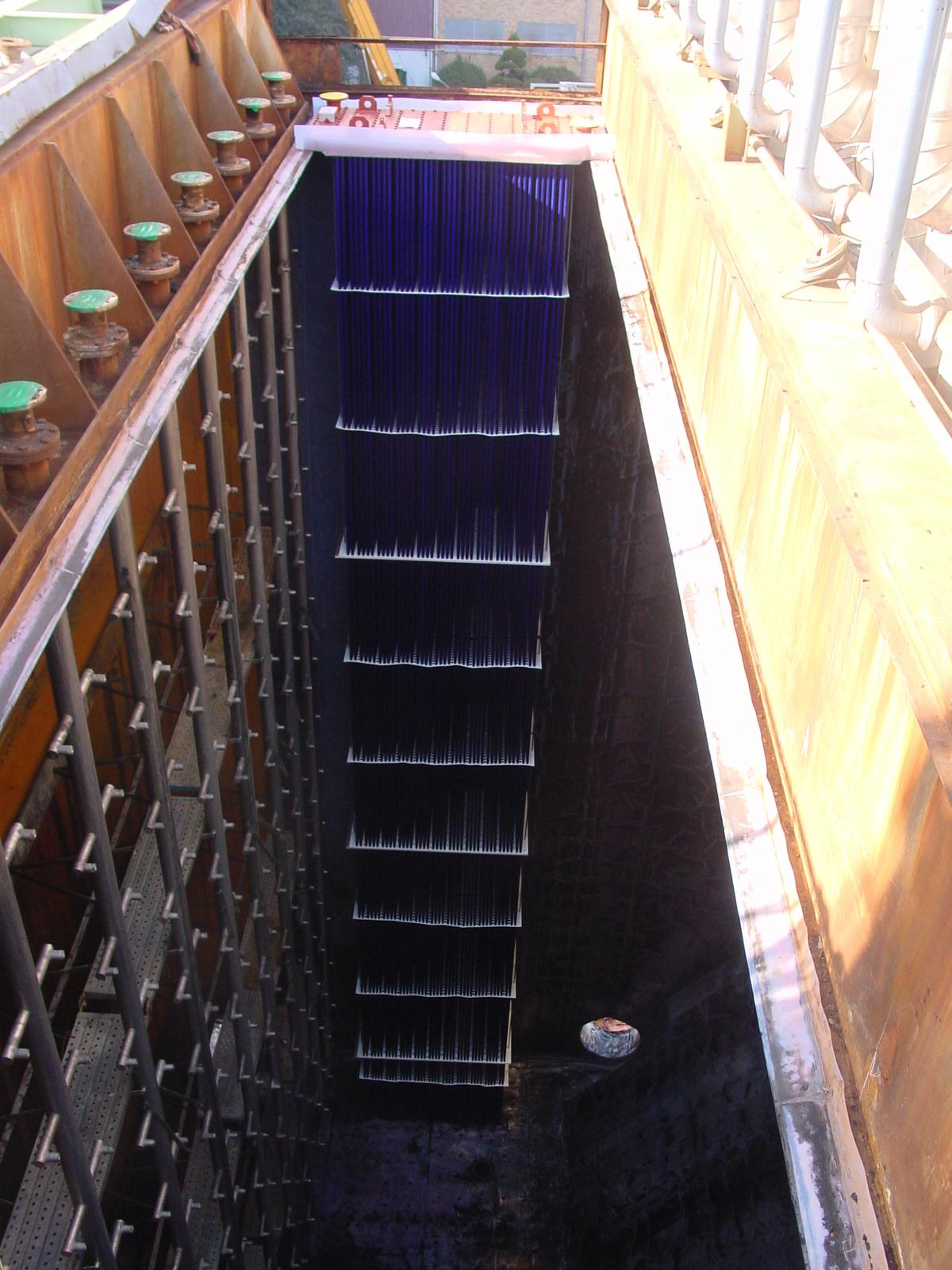
Economiser in einem Großkraftwerk, ausgeführt mit emaillierten Rohren

In der Dampfkesseltechnik ist der Economiser (kurz ECO) ein Speisewasservorwärmer. Das Rauchgas durchströmt den Economiser bei relativ niedrigen Temperaturen, nachdem es seine Wärme größtenteils zuvor in den Verdampfer-, Überhitzer- und Zwischenüberhitzerheizflächen abgegeben hat. Der Economiser nutzt die Restwärme des Rauchgases, die vom Dampfkessel nicht mehr genutzt werden kann, weil sie darin nur auf die Dampftemperatur abgekühlt werden können, um das kalte Speisewasser auf die Kesseltemperatur zu erwärmen. Der Economiser selbst besteht zumeist aus einen Sammler am Eintritt und einen am Austritt, in dem die Rohre eingebunden sind, die beheizt werden.

### Großwasserraumkessel
Bei Großwasserraumkesseln ist der Economiser entweder auf dem Kessel aufgesattelt oder er bildet ein separates Bauteil. Das Rauchgas aus dem letzten Kesselrauchgaszug wird in den Economiser geleitet. Die Rauchgastemperaturen liegen hier bei Volllast und nicht verschmutzten Heizflächen etwa 50 °C – 80 °C über der Sattdampftemperatur im Kessel. Die zulässige minimale Rauchgastemperatur hinter dem Kessel ist davon abhängig, ob der Kamin gegenüber Taupunktunterschreitungen (Säuren) beständig ist. Daher wird oft eine temperaturgeregelte Bypassklappe eingebaut, die bei zu niedriger Temperatur das Rauchgas an den Economisereinbauten vorbei leitet.
Im Falle eines Kessels, der auf einen Dampfdruck von 10 bar geregelt wird, liegt das im Eco nutzbare Temperaturniveau zwischen 240 °C und 140 °C; dies entspricht einer Brennstoffersparnis von ca. 5 %. Die Temperatur des Speisewassers würde in dem Fall von 105 °C (nach Speisewasserbehälter) auf etwa 135 °C erhöht werden. 

### Wasserrohrkessel
Bei Wasserrohrkesseln ist der Economiser oft im Kessel integriert und bildet im Rauchgasweg die letzten Heizflächen vor dem gegebenenfalls installierten Luftvorwärmer. Mit steigendem Druck steigt die Sattdampftemperatur von Wasser und die Verdampfungsenthalpie wird geringer. Daher erhöht sich mit steigendem Kesseldruck die spezifische Wärmeleistung, die über den Eco an den Wärmeträger übertragen werden kann. Bei Höchstdruckdampfkesseln, die mit überkritischen Drücken gefahren werden, erübrigt sich die Bezeichnung Economiser bzw. Verdampfer, da hier kein Sattdampfzustand mehr definiert ist.

## Kälteanlagen
In Kompressions-Kälteanlagen werden Economiser zur Erhöhung der Leistungszahl eingebunden. Das Kältemittel wird von einem Verdichter komprimiert und anschließend im Verflüssiger kondensiert. Aus dem Hauptstrom wird ein Nebenstrom entnommen, der bei einem Zwischendruck entspannt wird. Haupt- und Nebenstrom werden einem Wärmeübertrager zugeführt. Das Kältemittel im Hauptstrom wird durch den verdampfenden Nebenstrom unterkühlt. Der Nebenstrom wird druckgeregelt und auf die Saugseite des Verdichters zurückgeleitet. Die Erhöhung der Leistungszahl ist sehr abhängig von dem verwendeten Kältemittel und den Druckniveaus der Kälteanlage. 
Eine Alternative zum Eco-Unterkühler ist der Einbau einer Mitteldruckflasche in einer zweistufigen Kompressions-Kälteanlage. Das flüssige Kältemittel aus dem Verflüssiger wird über eine Entspannungsarmatur in die Mitteldruckflasche geleitet. Das verdampfte Kältemittel wird von dem Hochdruckverdichter abgesaugt, der auf den Zwischendruck eingeregelt ist.